# ギスヤンキ
ギスヤンキ(Githyanki)は、テーブルトークRPG『ダンジョンズ&ドラゴンズ』（D&D）に登場する架空の種族であり、ギスゼライとは、かつてギスと呼ばれた同族であった。
ギスヤンキは1981年発売のモンスター集、『Fiend Folio』(未訳)の表紙イラストを飾っている。

## 掲載の経緯
ギスヤンキはSF作家のチャールズ・ストロスが自らのキャンペーンに登場させたのが始まりである。ストロスはジョージ・R・R・マーティンのSF小説『Dying of the Light』(邦題『星の光、いまは遠く』)に登場する種族から名前を借用した。また、ギスヤンキとイリシッドとの関係はラリー・ニーヴンのSF小説『World of Ptavvs』(邦題『プタヴの世界』)から発想を得た。
ギスヤンキは『アドバンスト・ダンジョンズ&ドラゴンズ』（AD&D）の第1版から登場している。

### マーティンの小説でのギスヤンキ
マーティンの小説では、ギスヤンキは "ソウルサックス(Soulsucks)"の異名で知られる危険な超能力者である。彼らはテレパス能力で人間の精神をねじ曲げて幻覚症状や混乱を引き起こし、同士討ちを誘うことができる。彼らは惑星ギスヤンク出身で、銀河系の縁に帝国を築いていたフランガンという種族に従属していた。フランガンは人類にとって理解しがたい異質な存在で、人類との間に“二正面戦争”と呼ばれる戦争を繰り広げた挙げ句、フランガンに属する惑星はすべて破壊された。人類はその後復興したが、フランガンはかつての従属種と人類によってほぼ絶滅した。ギスヤンキのその後は定かではなく、『Dying of the Light』の時代ではすでに神話の存在である。

### AD&D 第1版(1977-1988)
ギスヤンキが初めて登場したのは『ホワイトドワーフ』12号(1979年3、4月)でのモンスター投稿コラム、“Fiend Factory”である。この記事は総集編、『Best of White Dwarf Articles』(1980)に再掲載された。81年に『Fiend Folio』に掲載され、表紙イラストを飾った。その後、同誌76号(1986年4月)にストロスによるギスヤンキの補記が掲載された。また、モジュール(冒険シナリオ集)『Tales of the Outer Planes』(1988、未訳)にはギスヤンキの隠れ家が登場した。

### AD&D 第2版(1989-1999)
AD&D第2版でギスヤンキは『Monstrous Compendium Outer Planes Appendix』(1991、未訳)に登場。この中でギスヤンキの農民部族、“グラスク”(g'lathk)族、アストラル界のエネルギーを集める工芸家、“ヒラクニル”(hr'a'cknir)族、建築家の“ミラル”(mlar)族といった氏族が紹介されている。ギスヤンキとその氏族は『Monstrous Manual』(1993、未訳)に再掲載された。『Planescape Monstrous Compendium Appendix』第1版(1994、未訳)にはギスヤンキの詳細が掲載された。アストラル界を紹介した『A Guide to the Astral Plane』(1996、未訳)ではギスヤンキの社会とアストラル界の都市、そしてギスヤンキを統べるリッチの女王“ヴラーキス(Vlaakith)”が紹介された。

### D&D 第3版(2000-2002)
D&D第3版ではサイオニック(超能力)を扱った『Psionics Handbook』(2001、未訳)に登場した。また、『Manual of the Planes』(2001、邦題『次元界の書』)にも登場した。

### D&D 第3.5版(2003-2007)
第3.5版で改訂された『モンスターマニュアル』(2003)に登場した。また、改訂された『Expanded Psionics Handbook』(2004、邦題『サイオニック・ハンドブック第3.5版』)と『Complete Psionic』(2006、未訳)に詳細が記され、サイオニック・ギスヤンキ(Psionic githyanki)が紹介された。
『ドラゴン』309号(2003年6月)と『ダンジョン』100号(2003年6月)にギスヤンキの"侵略(Incursion)"特集が組まれた。『ダンジョン』100号ではギスヤンキの拠点、ドゥスカギス(Duthka'gith)、クルイゾス(Kr'y'izoth)、そしてテライキス(Tl'a'ikith)の寺院とヴラーキスが紹介されている。
『Monster Manual Ⅳ』(2006、未訳)には“ギスヤンキの隊長(Githyanki captain)”、“ギスヤンキのギシュ(The gish githyanki)”、そして“ギスヤンキの兵士(Githyanki soldier)”が登場した。

### D&D 第4版(2008-)
D&D第4版では、『モンスター・マニュアル』(2009)に以下の個体が登場している。
- ギスヤンキの戦士／Githyanki Warrior
- ギスヤンキの“精神を切り裂く者”／Githyanki Mindslicer
- ギスヤンキのギシュ／Githyanki Gish

アストラル海を扱った『The Plane Above: Secrets of the Astral Sea』(2010、未訳)でギスヤンキの歴史、文化が紹介された。また、ヴラーキスを含め、以下の個体が登場した。
- チライの審問官／Ch'r'ai Inquisitor[6]
- ドゥスカギス／Duthka'gith
- ギスヤンキの“剣の追跡者”／Githyanki Sword Stalker
- グロスランの襲撃者／Gul'othran Marauder
- グロスランのドラゴンライダー／Gul'othran Dragon Raider
- トゥナラスのドラゴンライダー／Tu'narathi Dragon Rider
- オシィリモン／Osyrimon
- ヴラーキス／Vlaakith

『ドラゴン』377号(2009年7月)にはロバート・J・シュワルブによる『Tu’narath City of Death』にて、ギスヤンキの本拠地トゥナラスの詳細が紹介された。
また、エッセンシャルズのモンスター集、『Monster Vault』(2010、未訳)では、モンスター・マニュアルにあるギスヤンキの戦士、ギスヤンキの“精神を切り裂く者”に加えて、“ギスヤンキの侵略者／Githyanki Raider”と、“ギスヤンキの雑兵／Githyanki Legionary”(HP1の雑魚モンスター)が登場した。

### D&D 第5版(2014-)
D&D第5版では、『モンスター・マニュアル』(2014)に、ギスゼライとともに“ギス／Gith”として、“ギスヤンキ・ウォリアー／Githyanki Warrior”と“ギスヤンキ・ナイト／Githyanki Knight”が登場している。
モンスター集、『Mordenkainen's Tome of Foes』(2018、邦題『モルデンカイネンの敵対者大全』)では以下の個体が登場している。
- ギスヤンキ・ギシュ／Githyanki Gish
- ギスヤンキ・キスラク／Githyanki Kith'rak
- ギスヤンキの上級司令官／Githyanki Supreme Commander

## ギスヤンキの歴史
遙か昔、現在知られている多くの世界が誕生する前、イリシッドはニヒラス(Nihilath)という広大な帝国を支配していた。彼らの版図は幾つかの次元界に跨る多くの世界に及んでいた。千年の建設期間の後、彼らは“半影(Penumbra)”という太陽の周囲を半径1億マイルに及ぶ星々の環で囲った人工的な世界を構築した。
帝国の保持には多くの奴隷を必要とした。ある資料(『Polyhedron』157号)では、かつてイリシッドが征服し版図に加えたPharagosという異世界から連れてきたとしている。『Dungeon』100号によると現在は「フォーゴトン・レルムやグレイホークのような魔法や神の奇跡に乏しい、注意を引かない物質世界」であり、その荒廃した砂漠の下に、ギスの祖先たちが崇拝していた神の石化した骸があると記述されている。別の資料(『ドラゴン』298号)では、グレイホーク世界（D&Dの原型となったミニチュアゲーム、『チェインメイル』の背景世界）にあるオアリク大陸西部に存在したザルム(Zarum)という、首都アニトゥル(Anithor)から他の種族を支配していた人間型種族の地下帝国について言及している。この帝国は古代の儀式によって厳密なカースト制度を築いていた。今日、ザルムの寺院や聖地の遺跡からは、彼らが崇めていた神の名は発見されていない。ザルムが隆盛していた期間がどのくらいであったか確証はないが、グレイ・エルフの賢者はオアリク大陸西部を破壊したデーモン戦争のおよそ2000～3000年前ではないかと推測している（ギスの祖先が永久にこの世界から去った後、アニトゥルの遺跡の一部にはドラウのキルセク(Kilsek)族が植民した。彼らはその新しい開拓地をカラン・ゲルド(Kalan-G'eld)と名付けた）。
ある時点で、イリシッドは別の次元界からザルムに侵入した。原住民は激しく抵抗したが敗れ、奴隷にされた。“怒れる魂の川”はイリシッドとザルム住人とも戦いの名残の1つである。多くがイリシッドの奴隷となるために異世界にある別の場所へと連行された。他のザルムの都市は数え切れないほどの世代の間、イリシッドの看守によって強制労働を強いられる奴隷置き場と化した。今日、ただ“先人”としてのみ記憶されているかつて人間だった者たちは何千年もの間ニヒラス帝国の奴隷だった。幾らかの者たちはグリムロックの祖先となり、イリシッドの奴隷としてさまざまな次元世界へと分散した。全ての世界で、奴隷たちがイリシッドの精神支配から逃れることは出来ないと、イリシッドは疑う余地もなかった。もしアストラル界、エーテル界、そして彼らが締め上げている外界における拡張を止められるのなら、悪魔たちによる流血戦争の中断をも決意させるとまで言われた。
だが、イリシッドがヴォーア(Voor)と呼ばれる不思議な鉱物で形成された虫型生物と遭遇したことによって、イリシッドの帝国はこれまでに直面した最大の危機に直面する。宇宙空間を空気もいらず浮遊する胞子状の卵を飛ばして、あらゆる無機物をサナギにしてしまうヴォーアにはいかなる超能力も効かなかった。イリシッドの奴隷軍ではヴォーアの侵攻に太刀打ちできず、長期的な消耗に業を煮やしたイリシッドは肉体、精神、そして超能力を強化する“トゥメロジェネシス・タンク(tumerogenesis tanks)”なる装置を建設し、奴隷兵を強化した。それから千年が経過し、イリシッドの奴隷たちはもはや人間の姿をとどめておらず、古い象牙のような黄褐色の肌に、尖った耳、手足の長い現在のギスヤンキたちの祖先となった。
長きに渡るイリシッドとヴォーアとの戦争は、強化された奴隷兵の力によってヴォーアの絶滅という形で終結したが、帝国内のパワーバランスに変化が生じた。奴隷たちは戦場慣れし、超能力にも益々熟達していった。イリシッドは彼らに従順なままでいるよう一層残酷な仕打ちをしたが、それはより多くの反乱と残酷な報復を招いた。
そんな折、ギス(Gith)が登場した。誰かが述べるに、ギスは子供よりはほんの少し背が高いだけの下級兵士だったが、強力なイリシッド貴族の護衛だったという。だが、彼女の心身の力は素晴らしかったし、彼女の怒り、憎しみ、実力、カリスマ性は奴隷たちを勝利に導くに十分だった。そしてイリシッドの帝国は奴隷蜂起によって瓦解した。すべての牙城が破壊されたわけではないが、広範な帝国は分断され、今日でもイリシッドの勢力は回復していない。イリシッドは挽回と奴隷だった者たちへの復讐を誓い、各世界にあるアンダーダークへと身を眩ませた。
だが戦後、ギスは自らの身内(彼らは“ギスの子(children of Gith)”を意味するギスヤンキと呼ばれるようになる)を自由にはさせず、戦闘を継続する道を選んだ。終戦直後から、彼女はすべてのイリシッドを駆逐すべく永遠の征討軍を組織した。ギスヤンキの何割かはギス軍の規律に奮い立ったが、他の者は戦いに倦んでいた。そうした反体制派の指導者として、ゼルシモン(Zerthimon)が最も気炎を上げていた。彼はギスが過去の戦勝に驕り、自らがイリシッドの専制政治を継承せんとしている、人々を安全へと導くには不適切だ、すぐに辞任するべしと主張した。ギスは要求を拒絶し、ゼルシモンとその支持者は新たな暴君に支配されることを由としなかった。やがて両者の対立は内戦を勃発し、疲弊していた世界の多くが灰燼に帰した。
その内戦の最中、ゼルシモンに何があったのか、ある者(アストラル界のガイド)はゼルシモンが殺されたとも、他の者(地上世界の者)は彼がギスとの一騎討ちで勝利したものの助命したとも伝えている。いずれにせよ、ゼルシモンの支持者たちは外方次元界の1つ、混沌の地リンボに逃れ、やがて彼らはギスゼライの祖先となる。一方、ギスの征討軍によりギスヤンキが被った被害は余りに大きかったので、イリシッドとギスゼライ双方を絶滅するための拠点を作り直すためにアストラル界にあるイリシッドの城塞に後退した。
まもなく、ヴラーキス(Vlaakith)という魔術師がギスに、我らが生き残るためには同盟者の助けが必要だと説いた。神々との交渉が拒絶され、リンボを棲み家とする混沌としたスラードとの交渉が決裂した時、ヴラーキスは九層地獄に赴き、第2階層の主にして老獪なアークデヴィル、ディスパテル(Dispater)に面会した。ギスヤンキ全員の魂を渡すというディスパテルの要求に応じることはできなかったが、ディスパテルは代わりに、ドラゴンの女王ティアマトの配偶者エフェロモン(Ephelomon)を紹介し、ティアマトがデヴィルを借り入れる際に結んだのと同様の契約を結べばどうかと提案した。他の同盟がすべて頓挫したので、ギスはティアマトの元へと向かった。エフェロモンは、ギスヤンキがティアマトの要請に応じて助力することと引き替えに、配下のレッド・ドラゴンを乗騎とすることに合意した。そして、ディスパテルは契約のためには人質が必要とされるであろうと示唆した。かくしてギスは第2階層にある“鉄の街”に幽閉され、偉大なる指導者の魂はディスパテルの手に渡った。間もなく、アストラル界のギスヤンキの元にエフェロモンが到来し、契約の履行と、ヴラーキスを後継者として征服活動を継続するようにというギスの遺言を告げた。
ヴラーキスはギスの後を継いでギスヤンキの支配者となり、彼女が死ぬと後継者は代々ヴラーキスの名跡を継承した。現在の統治者はヴラーキス157世で、イリシッドへの反乱から長い時間(資料によって時間差があるが、フォーゴトン・レルムの小説、『Dawn of Night』によると約1万年が経過している)が経過していた。ギスヤンキの活動は断片的になり、根源的には尊敬すべきリッチ・クイーンに仕えてはいるものの、グループごとに独自の道を歩んでいる。

### スケイルズ・オヴ・ウォー
『ダンジョン』100号及び『ドラゴン』377号にはヴラーキス157世の崩御とその後の騒乱の顛末、スケイルズ・オヴ・ウォー(Scales of war)について記されている。
千年の在位を経たヴラーキス157世はリッチ特有の偏執狂によって自らを脅かしかねない人材を次々と粛清し、その反面おべっか使いの者たちが重用され、宮廷は腐敗していた。やがて彼女は不死性を得て神となることを願い、帝都トゥナラスが鎮座する“虚ろなるもの”の内部に神性が残されていると確信した。ヴラーキスはススッルス城に逼塞し、最深部で行われているであろう儀式によってトゥナラスには地震が相次いだ。実権はザムクラス(Xam'kras)らチライの寵臣が握り、チライの審問官やヴラーキスが新たに製造したレッド・ドラゴンとの混血種、ドゥスカギスの部隊が反抗的な者たちに目を光らし、トゥナラスは恐怖政治に陥っていた。
この事態に、ギスゼライとの融和派組織、シャザル・クォウのリーダー、ゼッチルル(Zetch'r'r)は外部の冒険者にヴラーキス暗殺を依頼する…。ここまでが『ダンジョン』100号に掲載されたアドベンチャー、“The Lich-Queen's Beloved”の導入である。この冒険で、冒険者はススッルス城に潜入し、ザムクラスらを成敗して女王の経箱を奪取し、ヴラーキスを討伐することになる。
『ドラゴン』377号にはこの顛末を踏まえ、女王没後の後日談が紹介された。
ヴラーキス157世を倒し実権を握ったゼッチルルだったが、彼の主張は多くのギスヤンキに受け入れがたいものだった。クーデター政権であるゼッチルルは多くの政敵を抱え、その基盤は脆弱だった。進退窮まったゼッチルルはティアマトにさらなる援助を要請する新しい契約を結ぼうとした。かねてからディスパテルを仲介とした迂遠な契約に憤慨していたティアマトはゼッチルルを歓迎し、ギスヤンキがティアマトに従属することで新たな契約を交わした。レッド・ドラゴンの軍勢はわずか1日でトゥナラスを陥落し、ゼッチルルは皇帝を僭称した。
ゼッチルルはティアマトの軍勢を以て永遠の征討軍を再開する気だったが、ティアマトには別の企てがあった。彼女は大敵である善竜の王バハムートとの戦いのためにギスヤンキを当てる気でいた。従属的立場にいたギスヤンキに拒む権利はなく、またティアマトに抗する力も残っていなかった。ゼッチルルは己の誤算を認め、ティアマトの影響力を解消する手段がないか望むようになる。
だが、それ以上にゼッチルルを悩ましていたのが、自らが結んだ契約によって当初の契約が解消され、九層地獄に囚われていたギスの魂が解放されることであった。すでにギスの肉体はなく、彼女が復活するには新たな肉体を必要とした。そんな中、アストラル海に残る僅かな神々の力を吸収するギスヤンキでも稀なギュスティル(Ghustil)族の少女にギスの魂が宿った。体制転覆を狙う多くの勢力が彼女に群がり、チライの生き残りは彼女こそがヴラーキスの生まれ変わりだと主張した。彼女はギス族を復旧させるためにシャザル・クォウに転じた。
新たなヴラーキスとなったギスはゼッチルルの方針に失望した不平分子を糾合したが、彼女はより多くの助力を必要としていた。
ギスの勢力が回復することによって、トゥナラスはまた新たな問題を抱えることになる。彼女が実権を取り戻した暁には、永遠の征討軍が復活する最後の可能性がでてくるのである。

## 肉体的特徴
ギスヤンキは人間と変わらない体型だが、平均的な身長は6フィート(約180cm)、体重は170ポンド(約70kg)ほどである。
肌の色は黄色で、瞳は黒く輝いている。髪の色は朽葉色で、結髪を好む。耳は尖っており、後ろ側がギザギザになっている。鼻は平べったい。
ギスヤンキは卵生で、生まれた卵はすぐに孵化室に置かれ共同管理するので多くのギスヤンキは両親を知らずして生まれる。

### 居住地
ギスヤンキの祖先は物質界の住人であったと考えられるが、現在のギスヤンキはアストラル界の原住民である。彼らの要塞は死んで石化した神の上に築かれており、特にイリシッドのねぐらの近くや、卵を預かる孵化室のある場所には多数の戦艦やマテリアル・プラナーを備えた前線基地が設けられる。

#### トゥナラス
ギスヤンキの首都トゥナラス(Tu'narath)は、彼らが“虚ろなるもの”(The one in vold)と呼んでいる死んで石化した神の上に建立されている。人口は10万人で、ギスヤンキ以外の住人は商業地区に住んでいる。
“虚ろなるもの”は六臂の人型をしており、頭部に“ささやきの宮殿”(Palece of wispers)の異名で知られるススッルス城(Susurrus)がある。腕部の多くが軍区や船舶のドックとして使われている。肩の位置には商業地区、グヤスク族による農業地区、ムラル族による工業地区などがある。また、胸の所にクラニトック、クラディスタルの両砦がそびえ立っている。脚部はレッド・ドラゴンの居住する洞穴となっている。

## 社会
ギスヤンキは排他的な軍国主義種族で、アストラル海の征服に心血を注ぐ海賊たちである。
すべてのギスヤンキは生まれるとすぐに分団(Cadres)と呼ばれる軍事訓練組織に編入され、剣術と魔法の猛訓練を行う。そのため、彼らは分団員同士の絆や上下関係は重視するが、親兄弟のことは知らずに育つ。組織への忠誠以上に彼らは個人主義者であり、自らの武器や防具を何よりも大切にしている。ギスヤンキはドワーフと並ぶ細工師だが、もっぱら戦闘の備品を作っている。彼らの装飾品は独特の形状をしており、ギスヤンキ以外の者が所持している所を発見されようものなら、たちまち報復を受ける可能性がある。
ギスヤンキはかつての同族、ギスゼライとは宿敵関係にあり、互いの殲滅を求めて何百年も争っている。だが、イリシッドへの憎悪は全てに勝り、イリシッドを倒す機会があれば、日頃の反目も棚上げする。
ギスヤンキの統治者は代々ヴラーキスを名乗っている。現在の統治者にしてリッチの女王・ヴラーキス157世は千年以上も在位している。彼女はリッチに共通した偏執狂に侵されており、実力をつけたギスヤンキが自分に刃向かうのではないかと恐れている。ヴラーキスは強大な力をつけたギスヤンキを宮廷に召喚し、その生命力を奪い取ることで潜在的脅威を取り除くとともに、自らの力を強める。幼い頃から養い親として盲目的な忠誠心を刻まれたギスヤンキは喜んでその身を捧げ、アンデッドの従僕として仕える。
ギスヤンキの属性は常に何らかしらの悪であり、悪でないギスヤンキは百万人に1人である。善のギスヤンキは前代未聞である。

### シルヴァー・ソード
ヴラーキスは時に実力をつけたギスヤンキにシルヴァー・ソード(銀の剣)を授ける。
このギスヤンキが鍛えし銀製の大剣は、一度鞘から抜かれればきらめく銀色の液体の柱となり、戦闘に応じて形状を変化させる。この剣で攻撃すれば相手は精神にダメージを受ける。最も恐ろしい能力は、アストラル界で肉体と霊体をつなぐシルヴァー・コード(魂の緒)を攻撃し、断ち切ることができる事である。ギスヤンキはこの剣を唯一無二の物として大切にしている。もし盗まれたり奪われたしたら、何としてでも取り戻そうとし、叶わなければ組織の制裁を受ける。ギスヤンキは“剣の追跡者”(Sword Stalker)と呼ばれる騎士団を結成し、シルヴァーソードが他の種族の手に渡った時に奪回する使命を受けている。

### チライ
チライ(Ch'r'ai)はヴラーキス157世をギスヤンキ初の神とするべく活動している魔術師の集団である。ウォーロックのザムクラス(Xam'kras)という活動家に率いられたこの集団は女王に取り入るおべっか使いであり、破格の待遇を受けている。ヴラーキスは彼らを便利な手駒かつ潜在的な脅威とみなしているが、ザムクラスは自らの使命を果たすことが女王の寵愛を勝ち得るのだと信じている。
なお、ザムクラスはアストラル界に適応した変異種で、両足がなく宙に浮いている。

### シャザル・クォウ
シャザル・クォウ(Sha'sal Khou)はギスヤンキとギスゼライの民族再統一を目指す過激派組織である。彼らはギスヤンキとギスゼライの戦争を終わらせ、ギスの統一国を作ろうと活動している。シャザル・クォウの構成員はそれぞれの社会で秘密裏に活動しており、慎重に同志を招き入れるために他のギス族への攻撃を控えている。彼らは物質界にある秘密の砦に潜伏している。
シャザル・クォウを率いているのはギスヤンキのウォーロード、ゼッチルル(Zetch'r'r)である。

### グロスラン
ギスヤンキの多くはアストラル海で海賊行為に従事しているが、マインド・フレイヤーに対する終わりなき闘争と復讐を誓った者はグロスラン(Gul'othran)と呼ばれる分団に所属する。彼らはアストラル界の内外でイリシッドとその眷属を根絶やしにするべく活動している。イリシッドの居場所を無くすために彼らは異世界に侵略し、そこがイリシッドの拠点にならないように全てを破壊する。幸いにも、現在グロスランはギスヤンキの探知魔法でも探し出せずにいるイリシッドの移動する拠点Xurathonに没頭している。

### オシィリモン
オシィリモン(Osyrimon)はヴラーキス157世の最も献身的な部下の1人であり、帝都トゥナラスを防衛するギスヤンキ軍の将軍である。
彼はかつてグロスランに所属し、マインド・フレイヤーとの戦いで多くの戦果を上げてきたが、帝都に反乱の兆しがある事を知ったヴラーキスはオシィリモンに鎮圧を命じた。だが、戦いの中で反体制派は彼を転身させようと説得を試み、忠誠心こそ失われていないものの、女王の狂気を疑い始めている。

### チルス文字
ギスヤンキはチル(Tir)と呼ばれる独自の言語を持っている。チルス文字(Tir'su)は矢印のような形状をした27種類のルーン文字で、真ん中に円を描いて時計回りに放射線状に文字を並べることによって単語とする。ギスヤンキは魔法のシンボルを作成する際にチルス文字を使う。
なお、ギスヤンキはチル以外にも人語、竜語、深淵語を話す。深淵語はイリシッドの言語で、奴隷時代に習得した。

### レッド・ドラゴンとの盟約
ギスヤンキは邪竜であるレッド・ドラゴンと盟約を結び、彼らを乗騎としている。
イリシッドの軛から脱し、ギスゼライと決別した後、ギスは驚くほど長命だったがやがて自らの死期を悟り、種族の繁栄と優位性を保つ手段を求めて信頼できる側近であったヴラーキスに助言を求めた。ヴラーキスは、ギスヤンキが無宗教であるにもかかわらず、復讐の女神にして竜王ティアマトとの同盟を提案した。同盟は締結され、その代償としてギスは自らの身柄と魂をティアマトに差し出した。
ドゥスカギス(Duthka'gith)はヴラーキス157世が暗黒の儀式を以てレッド・ドラゴンの血をギスヤンキに注入して作られた混血種である。彼らはヴラーキスの新たな兵隊として、反体制派への鎮圧に投入された。以来、ドゥスカギスは多くのギスヤンキに罵られ、かつ恐れられている。

## D&D世界でのギスヤンキ

### ダーク・サンでのギスヤンキ
終末世界を扱ったダーク・サンの世界でギスヤンキはギスを名乗っている。
彼らはアストラル船で、この世界では“灰界(Gray)”と呼ばれているシャドウフェルをつたってアサスに到来したものの、アサスの歪んだ魔法の力によって帰る手段を失ったギスヤンキの末裔である。彼らはその後魔法の力によって心身ともにねじ曲げられ、現在は他の種族のように山間部で部族社会を築いている。それでも、望郷の念は止まず、アストラル船の残骸を探し求めている。

## 認可
ギスヤンキはウィザーズ・オブ・ザ・コースト社が提唱するオープンゲームライセンスの“製品の独自性(Product Identity)”によって保護されており、オープンソースとして使用できない。